# Helm ab zum Gebet (Lübeck)

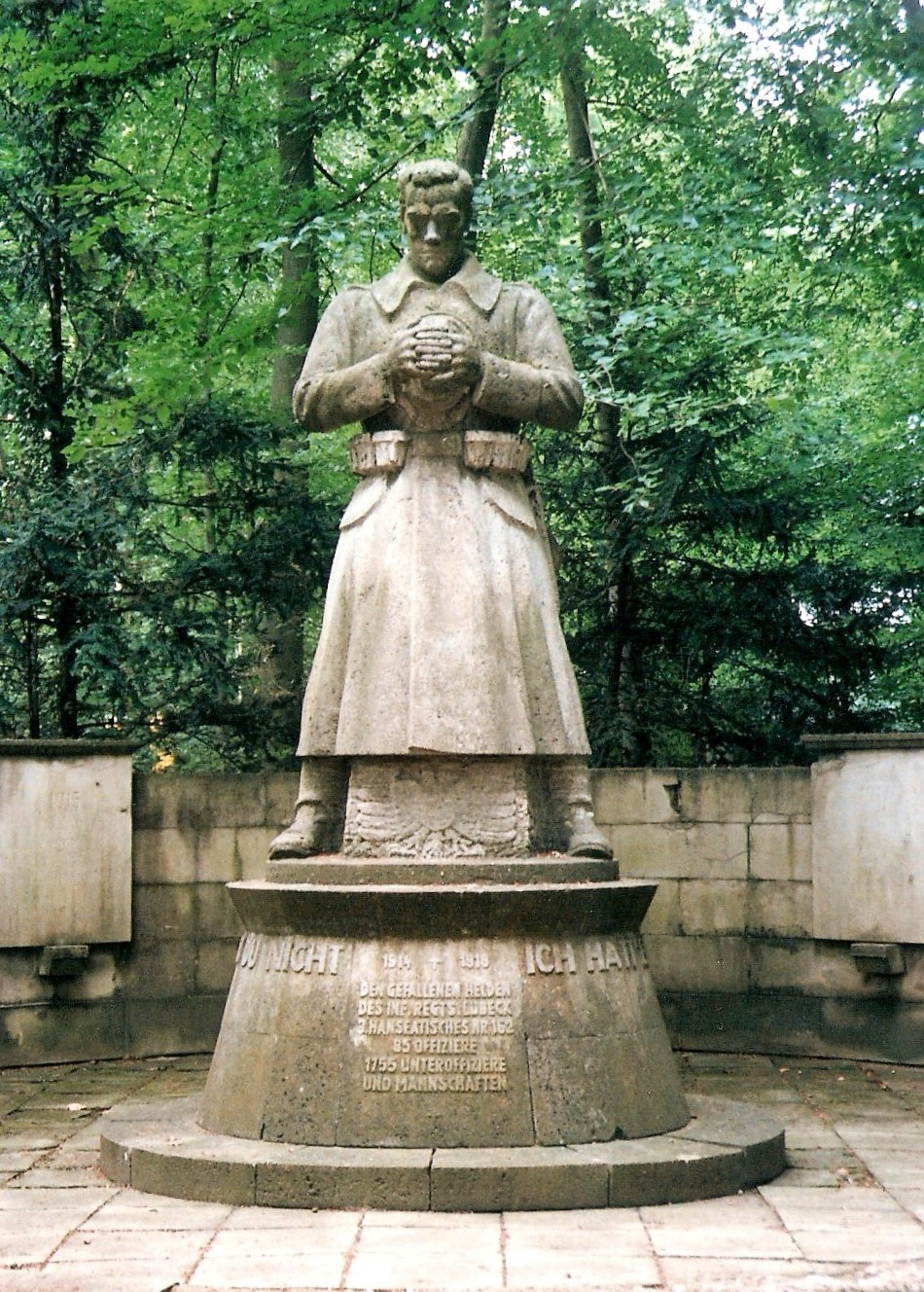
Statue Helm ab zum Gebet auf dem Ehrenfriedhof in Lübeck

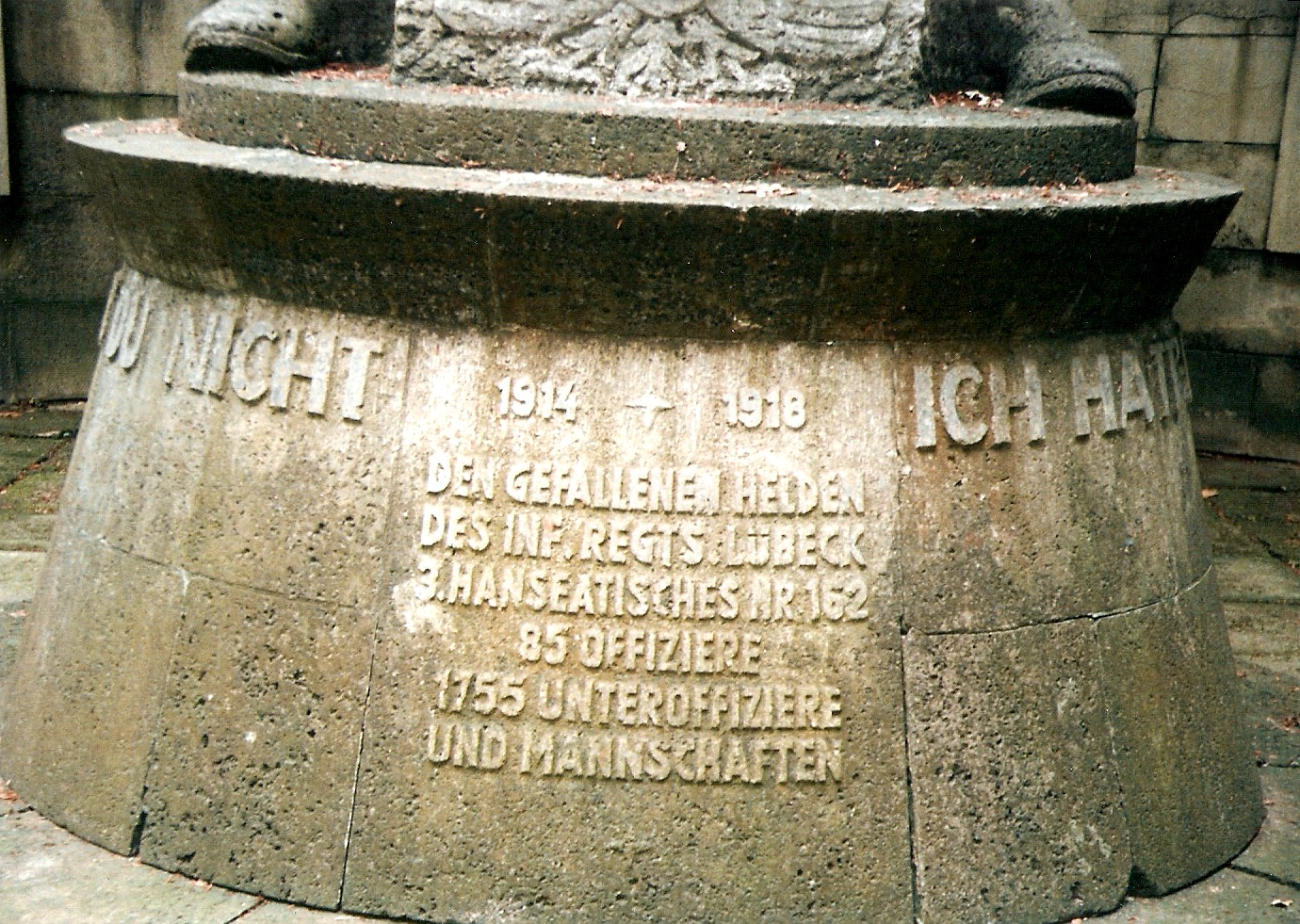
Sockel

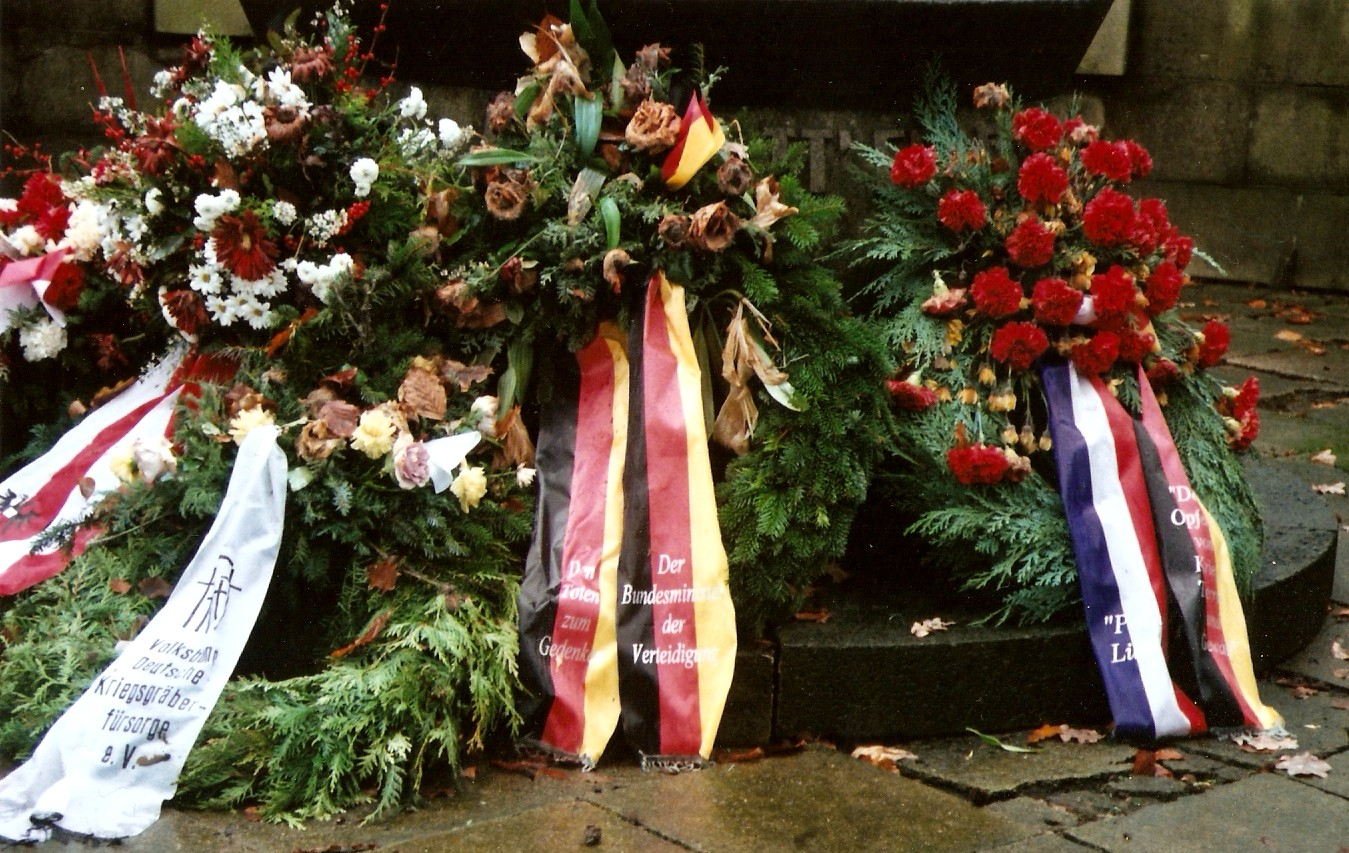
Traditionspflege im November

Das Ehrenmal Helm ab zum Gebet auf dem Ehrenfriedhof zu Lübeck wurde am 10. Mai 1925 zum Gedenken an die im Weltkrieg Gefallenen des Regiments eingeweiht.

## Vorgeschichte
Die Garnisonsstadt hatte ihren gefallenen Söhnen von Gartenbaudirektor Maasz einen Ehrenfriedhof erschaffen, der anerkanntermaßen zu den schönsten derartigen Schöpfungen des Reiches gehörte.
Am 29. Juli 1919 genehmigte der Senat der Freien und Hansestadt Lübeck der Abwicklungsstelle des Infanterie-Regiments Lübeck unter Verwendung der Mittel aus der regimentseigenen Loigny-Stiftung die Errichtung des sich danach zur zentralen Gedenkstätte des Friedhofs entwickelnden Ehrenmals.
In der Jahresversammlung des Offiziervereins 162 des Jahres 1921 wurde die Errichtung eines dem Platze würdigen Ehrenmals beschlossen. Der Lübecker Architekt v. Ladiges hatte diesem Projekt seit dem Frühjahr 1922 uneigennützig beratend zur Seite gestanden.
Es wurde ein Denkmals-Ausschuss unter dem Vorsitz des Generals v. Heynitz und den Ehrenvorsitzenden Bürgermeister Neumann und dem General der Infanterie v. Morgen gebildet.
Der Ausschuss stand mehrere Male vor der Frage, angesichts der zerrinnenden Geldmittel, den Plan der Errichtung vorläufig aufzugeben.
Die Architekten Lübecks erboten sich auf Anregung v. Ladiges zu einer Ausschreibung des Denkmals, an der v. Ladiges nicht teilnahm, welche für den Ausschuss kostenlos sein sollte. Die Entscheidung fiel dann auf den Entwurf „Morituri“ (Verfasser Oberbaurat Virck, Architekt Max Meyer und der Hamburger Bildhauer Kuöhl) mit der Maßgabe, dass die kniende Figur des am Grabe seiner Kameraden betenden Kriegers in eine aufrechte, nicht allein Trauer, sondern auch Kraft, Trotz und Vertrauen in die Zukunft dokumentierende Kriegergestalt umzuwandeln sei. Dies entspräche dem Geist ihrer 162er.
Von der Realisierung dieser Aufgabe überzeugten sich die Ausschussmitglieder in den verschiedenen Stadien der Entwicklung durch dessen persönliche Besichtigung in der Werkstätte des Künstlers.

## Aufstellungsort

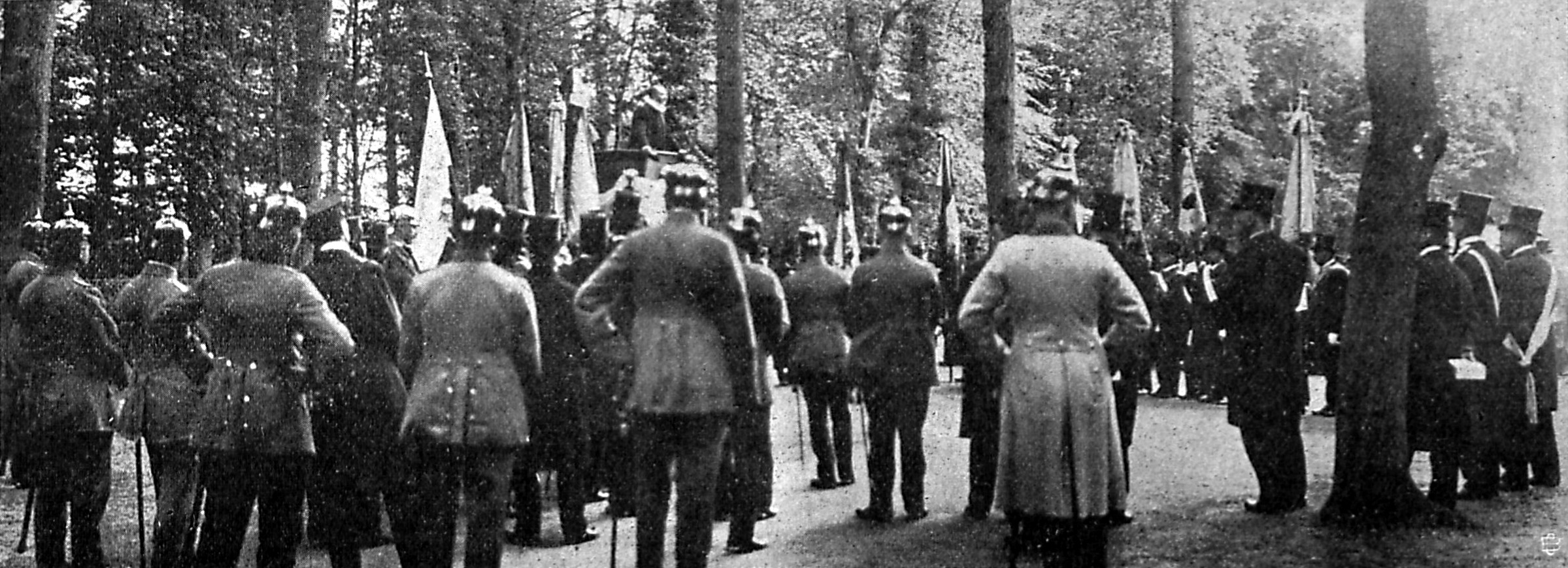
Pfingsten 1916

Der Ausschuss erwog das Für und Wider der geplanten Aufstellungsorte des Ehrenmals. Sie wurden besichtigt und die Eindrücke wurden auch unter Aufstellung von Stangengerüsten gesammelt. Die ursprünglich beabsichtigte Aufstellung im „Vorhof“ des Ehrenhains wurde zu Gunsten des gewählten verworfen. Das Regimentsdenkmal steht nun nicht irgendwo „auf“ dem Ehrenfriedhof, sondern bildet als integrierender Teil des Ehrenfriedhofs dessen Krönung. Der Kücknitzer Pastor Kurt Ziesenitz hielt an jener Stelle schon zu den Pfingstfeierlichkeiten 1916 die Gedächtnisrede.
Diese Stellung behielt das Ehrenmal auch nach der Erweiterung des Ehrenfriedhofs durch die Opfer des Zweiten Weltkriegs.

## Statue
Helm ab zum Gebet ist eine etwa vier Meter hohe Statue aus Muschelkalk. Sie steht auf einem Sockel und stellt einen an den Gräbern seiner Kameraden betenden Soldaten dar. Sein kantig wirkendes Gesicht ist von den Gräueln des Krieges gezeichnet.
Auf dem Sockel befindet sich die Inschrift:
1914-1918 / den gefallenen Helden / des Inf. Regts. Lübeck / 3. Hanseatisches Nr. 162 / 85 Offiziere / 1755 Unteroffiziere und Mannschaften.
eingerahmt von dem Ludwig Uhlands Der gute Kamerad entnommenen Satz:
Ich hatt’ einen Kameraden einen bessern findst du nicht
Ein Sachkenner einer Fachzeitschrift, dessen dortiges Urteil wurde in der Festnummer abgedruckt, stellte in seinem Artikel fest, dass die Inschrift die ganze Größe und Feierlichkeit des „Helm ab zum Gebet“ lebendig empfinden lasse.
Der Unterbau der Figur und die sie im Halbrund umfassende Mauer mit den Jahrestafeln, auf denen die Einsatzorte vermerkt sind, wurden nach einem Entwurf des Oberbaurates Friedrich Wilhelm Virck in Zusammenarbeit mit dem Architekten Max Meyer hergestellt. Die gartenkünstlerische Anlage ist von Harry Maasz erschaffen worden.
Der ursprüngliche Plan, das Denkmal im Vorhof bzw. an den Toreingang selbst zu stellen, wurde aufgegeben und die Platzfrage dank einer Anregung von Maasz in dessen Sinne gelöst. Die beabsichtigte Einweihung des Ehrenmals war für den 29. Juli 1923 vorgesehen. Sie wurde jedoch mit Rücksicht auf die angekündigten Unternehmungen der Kommunistischen Partei, die für diesen Tag in Lübeck einen Demonstrationssonntag angekündigt hatte, unterlassen und, wie es hieß, auf bessere Zeiten verlegt. Das Denkmal wurde in aller Stille enthüllt.

## Einweihung
Die beabsichtigte Einweihung des Ehrenmals war für den 29. Juli 1923 vorgesehen. Sie wurde jedoch mit Rücksicht auf die angekündigten Unternehmungen der Kommunistischen Partei, die für diesen Tag einen Demonstrationssonntag angekündigt hatte, unterlassen und, wie es hieß, auf bessere Zeiten verlegt.
Die für den 27. Juli 1924 festgesetzte feierliche Enthüllung des Denkmals musste in aller Stille vollzogen werden.
Am 2. Regimentstag der 162er, dem 10. Mai 1925, wurde dagegen die Weihe im festlichen Rahmen durchgeführt. Nach einem Weihegottesdienst in der überfüllten Marienkirche zog man zum Ehrenfriedhof, wo die Weihe von Pastor Herrmann Balcke (Garnisonskirche) vollzogen wurde.

## Archive
- Archiv der Hansestadt Lübeck (Online-Findbuch)
- Digitalisate der Stadtbibliothek